# Rhododendron apricum
Rhododendron apricum är en ljungväxtart som beskrevs av Pui Cheung Tam. Rhododendron apricum ingår i släktet rododendron, och familjen ljungväxter. Inga underarter finns listade i Catalogue of Life.